# Puchar Polski w piłce siatkowej kobiet (2011/2012)
Puchar Polski w piłce siatkowej kobiet 2011/2012 – 55. sezon rozgrywek o siatkarski Puchar Polski odbywający się od 1932 roku.

## System rozgrywek
Rozgrywki składały się z pięciu rund wstępnych, ćwierćfinałów i turnieju finałowego. Drużyny, które grają w II lidze rozpoczynają od 1. rundy. Następnie w 3. rundzie do zwycięzców z 2. rundy dojdą drużyny z I ligi, następnie w 5. rundzie rozpoczną rozgrywki drużyny z PlusLigi, które po pierwszej części sezonu zajęły miejsca 5-10. A od ćwierćfinału występować będą drużyny z pierwszej czwórki pierwszej części sezonu zasadniczego. Gospodarzem w rundach wstępnych jest drużyna, która zajęła niższą pozycję w klasyfikacji końcowej lub z niższej ligi.

## Drużyny uczestniczące
| PlusLigi Kobiet 10 drużyn   | PlusLigi Kobiet 10 drużyn |
| --------------------------- | ------------------------- |
| BKS Aluprof Bielsko-Biała   | półfinał                  |
| Muszynianka Muszyna         | półfinał                  |
| Tauron MKS Dąbrowa Górnicza | zwycięzca                 |
| Atom Trefl Sopot            | finał                     |
| AZS Białystok               | 5. runda                  |
| Budowlani Łódź              | ćwierćfinał               |
| KS Pałac Bydgoszcz          | ćwierćfinał               |
| PTPS Piła                   | ćwierćfinał               |
| Impel Wrocław               | ćwierćfinał               |
| Stal Mielec                 | 5. runda                  |

| I liga 12 drużyn                | I liga 12 drużyn |
| ------------------------------- | ---------------- |
| Jedynka Aleksandrów Łódzki      | 2. runda         |
| LTS Legionovia Legionowo        | 5. runda         |
| KS Murowana Goślina             | 4. runda         |
| Chemik Police                   | 3. runda         |
| MUKS Sparta Warszawa            | 2. runda         |
| KSZO Ostrowiec Św.              | 2. runda         |
| AZS UE Kraków                   | 5. runda         |
| Silesia Volley I                | 2. runda         |
| PLKS Pszczyna                   | 4. runda         |
| Jadar AZS Politechnika Radomska | 3. runda         |
| TPS Rumia                       | 2. runda         |
| MKS Gaudia Trzebnica            | 3. runda         |

| Niższe ligi 5 drużyn | Niższe ligi 5 drużyn |
| -------------------- | -------------------- |
| Orzeł Elbląg         | 3. runda             |
| Zawisza Sulechów     | 2. runda             |
| Piast Szczecin       | 1. runda             |
| SMS LO2 Opole        | 2. runda             |
| Silesia Volley II    | 2. runda             |

## Rozgrywki

### 1. runda
| Data       | Gospodarz                           | Rezultat                                | Gość             |
| ---------- | ----------------------------------- | --------------------------------------- | ---------------- |
| 14.09.2011 | Piast Szczecin                      | 2:3 (26:24, 19:25, 25:22, 11:25, 11:15) | Zawisza Sulechów |
|            | Orzeł Elbląg                        | wolny los                               |                  |
|            | SMS LO2 Opole                       | wolny los                               |                  |
|            | Silesia Volley II Mysłowice/Chorzów | wolny los                               |                  |

### 2. runda
| Data       | Gospodarz                       | Rezultat                         | Gość                               |
| ---------- | ------------------------------- | -------------------------------- | ---------------------------------- |
| 12.10.2011 | Jedynka Aleksandrów Łódzki      | 0:3 (23:25, 22:25, 20:25)        | KS Piecobiogaz Murowana Goślina    |
| 12.10.2011 | Zawisza Sulechów                | 0:3 (23:25, 26:28, 18:25)        | PSPS Chemik Police                 |
| 12.10.2011 | LTS Legionovia Legionowo        | 3:1 (25:15, 25:18, 20:25, 25:23) | Bank BPS Sparta Warszawa           |
| 12.10.2011 | Orzeł Elbląg                    | 3:0 (walkower)                   | TPS Rumia                          |
| 12.10.2011 | PLKS Pszczyna                   | 3:0 (25:23, 25:21, 27:25)        | Silesia Volley I Mysłowice/Chorzów |
| 12.10.2011 | SMS LO2 Opole                   | 0:3 (15:25, 18:25, 13:25)        | MKS Gaudia Trzebnica               |
| 12.10.2011 | Silesia Volley II               | 0:3 (18:25, 15:25, 15:25)        | AZS UE Kraków                      |
| 12.10.2011 | Jadar AZS Politechnika Radomska | 3:1 (22:25, 25:16, 25:19, 25:13) | KSZO Ostrowiec Świętokrzyski       |

### 3. runda
| Data       | Gospodarz                       | Rezultat                                | Gość                            |
| ---------- | ------------------------------- | --------------------------------------- | ------------------------------- |
| 20.11.2011 | PSPS Chemik Police              | 0:3 (15:25, 23:25, 19:25)               | KS Piecobiogaz Murowana Goślina |
| 23.11.2011 | Orzeł Elbląg                    | 0:3 (10:25, 16:25, 11:25)               | LTS Legionovia Legionowo        |
| 23.11.2011 | MKS Gaudia Trzebnica            | 1:3 (22:25, 25:18, 21:25, 22:25)        | PLKS Pszczyna                   |
| 23.11.2011 | Jadar AZS Politechnika Radomska | 2:3 (24:26, 17:25, 29:27, 25:22, 15:17) | AZS UE Kraków                   |

### 4. runda
| Data       | Gospodarz                | Rezultat                                | Gość                            |
| ---------- | ------------------------ | --------------------------------------- | ------------------------------- |
| 07.12.2011 | LTS Legionovia Legionowo | 3:2 (25:12, 18:25, 20:25, 25:20, 15:10) | KS Piecobiogaz Murowana Goślina |
| 07.12.2011 | PLKS Pszczyna            | 2:3 (17:25, 25:20, 25:13, 26:28, 11:15) | AZS UE Kraków                   |

### 5. runda
| Data       | Gospodarz                | Rezultat                                | Gość                  |
| ---------- | ------------------------ | --------------------------------------- | --------------------- |
| 21.12.2011 | LTS Legionovia Legionowo | 0:3 (20:25, 19:25, 37:39)               | KS Pałac Bydgoszcz    |
| 21.12.2011 | KPSK Stal Mielec         | 1:3 (19:25, 25:23, 16:25, 11:25)        | Budowlani Łódź        |
| 21.12.2011 | AZS UE Kraków            | 2:3 (25:27, 25:23, 15:25, 25:22, 13:15) | PTPS Piła             |
| 21.12.2011 | AZS Białystok            | 1:3 (25:22, 18:25, 19:25, 17:25)        | Impel Gwardia Wrocław |

### Ćwierćfinały
| Data       | Gospodarz             | Rezultat                                | Gość                        |
| ---------- | --------------------- | --------------------------------------- | --------------------------- |
| 24.01.2012 | KS Pałac Bydgoszcz    | 0:3 (22:25, 13:25, 21:25)               | Atom Trefl Sopot            |
| 24.01.2012 | Budowlani Łódź        | 1:3 (21:25, 26:28, 25:20, 19:25)        | BKS Aluprof Bielsko-Biała   |
| 24.01.2012 | Impel Gwardia Wrocław | 0:3 (16:25, 18:25, 14:25)               | Tauron MKS Dąbrowa Górnicza |
| 25.01.2012 | PTPS Piła             | 2:3 (25:22, 19:25, 21:25, 25:23, 10:15) | Muszynianka Fakro Muszyna   |

### Turniej finałowy

#### Drabinka
|  |                           |                           |                           |                           |   |                      |                      |          |  |  |       |       |       |
|  | Ćwierćfinał               | Ćwierćfinał               | Ćwierćfinał               |                           |   | Półfinał             | Półfinał             | Półfinał |  |  | Finał | Finał | Finał |
|  | Ćwierćfinał               | Ćwierćfinał               | Ćwierćfinał               |                           |   | Półfinał             | Półfinał             | Półfinał |  |  | Finał | Finał | Finał |
|  | 24.01.2012 – Bydgoszcz    |                           |                           |                           |   |                      |                      |          |  |  |       |       |       |
|  |                           |                           |                           |                           |   |                      |                      |          |  |  |       |       |       |
|  | KS Pałac Bydgoszcz        | KS Pałac Bydgoszcz        | 0                         |                           |   |                      |                      |          |  |  |       |       |       |
|  | KS Pałac Bydgoszcz        | KS Pałac Bydgoszcz        | 0                         | 27.01.2012 – Radom        |   |                      |                      |          |  |  |       |       |       |
|  | Atom Trefl Sopot          | Atom Trefl Sopot          | 3                         |                           |   |                      |                      |          |  |  |       |       |       |
|  | Atom Trefl Sopot          | Atom Trefl Sopot          | 3                         |                           |   | Atom Trefl Sopot     | Atom Trefl Sopot     | 3        |  |  |       |       |       |
|  | 24.01.2012 – Łódź         |                           |                           |                           |   | Atom Trefl Sopot     | Atom Trefl Sopot     | 3        |  |  |       |       |       |
|  |                           |                           | BKS Aluprof Bielsko-Biała | BKS Aluprof Bielsko-Biała | 0 |                      |                      |          |  |  |       |       |       |
|  | Budowlani Łódź            | Budowlani Łódź            | BKS Aluprof Bielsko-Biała | BKS Aluprof Bielsko-Biała | 0 | 1                    |                      |          |  |  |       |       |       |
|  | Budowlani Łódź            | Budowlani Łódź            |                           |                           |   | 1                    | 28.01.2012 – Radom   |          |  |  |       |       |       |
|  | BKS Aluprof Bielsko-Biała | BKS Aluprof Bielsko-Biała | 3                         |                           |   |                      |                      |          |  |  |       |       |       |
|  | BKS Aluprof Bielsko-Biała | BKS Aluprof Bielsko-Biała | 3                         |                           |   | Atom Trefl Sopot     | Atom Trefl Sopot     | 1        |  |  |       |       |       |
|  | 24.01.2012 – Wrocław      |                           |                           |                           |   | Atom Trefl Sopot     | Atom Trefl Sopot     | 1        |  |  |       |       |       |
|  |                           |                           | MKS Dąbrowa Górnicza      | MKS Dąbrowa Górnicza      | 3 |                      |                      |          |  |  |       |       |       |
|  | Impel Gwardia Wrocław     | Impel Gwardia Wrocław     | MKS Dąbrowa Górnicza      | MKS Dąbrowa Górnicza      | 3 | 0                    |                      |          |  |  |       |       |       |
|  | Impel Gwardia Wrocław     | Impel Gwardia Wrocław     | 27.01.2012 – Radom        |                           |   | 0                    |                      |          |  |  |       |       |       |
|  | MKS Dąbrowa Górnicza      | MKS Dąbrowa Górnicza      | 3                         |                           |   |                      |                      |          |  |  |       |       |       |
|  | MKS Dąbrowa Górnicza      | MKS Dąbrowa Górnicza      | 3                         |                           |   | MKS Dąbrowa Górnicza | MKS Dąbrowa Górnicza | 3        |  |  |       |       |       |
|  | 25.01.2012 – Piła         |                           |                           |                           |   | MKS Dąbrowa Górnicza | MKS Dąbrowa Górnicza | 3        |  |  |       |       |       |
|  |                           |                           | Muszynianka Muszyna       | Muszynianka Muszyna       | 2 |                      |                      |          |  |  |       |       |       |
|  | PTPS Piła                 | PTPS Piła                 | Muszynianka Muszyna       | Muszynianka Muszyna       | 2 | 2                    |                      |          |  |  |       |       |       |
|  | PTPS Piła                 | PTPS Piła                 |                           |                           |   |                      |                      |          |  |  |       |       |       |
|  | Muszynianka Muszyna       | Muszynianka Muszyna       | 3                         |                           |   |                      |                      |          |  |  |       |       |       |
|  | Muszynianka Muszyna       | Muszynianka Muszyna       | 3                         |                           |   |                      |                      |          |  |  |       |       |       |

#### Półfinały
| Data       | Gospodarz                   | Rezultat                                | Gość                      |
| ---------- | --------------------------- | --------------------------------------- | ------------------------- |
| 27.01.2012 | Atom Trefl Sopot            | 3:0 (25:20, 25:22, 25:20)               | BKS Aluprof Bielsko-Biała |
| 27.01.2012 | Tauron MKS Dąbrowa Górnicza | 3:2 (16:25, 25:21, 29:27, 23:25, 16:14) | Muszynianka Fakro Muszyna |

#### Finał
| Data       | Gospodarz        | Rezultat                         | Gość                        |
| ---------- | ---------------- | -------------------------------- | --------------------------- |
| 28.01.2012 | Atom Trefl Sopot | 1:3 (25:20, 18:25, 20:25, 24:26) | Tauron MKS Dąbrowa Górnicza |